# جوسيف بروير
كان جوسيف بروير (بالإنجليزية: Josef Breuer)‏ (ولد في يوم 15 يناير من عام 1842 – تُوفي في يوم 20 يونيو من عام 1925) طبيبًا بارزًا توصل إلى اكتشافات أساسية في الفيزيولوجيا العصبية، وأفضى عمله مع مريضته بيرثا بابنهايم، المعروفة باسم آنا أو في ثمانينيات القرن التاسع عشر إلى تطوير العلاج بالمحادثة (طريقة التفريغ) وإقامة أساسات التحليل النفسي الذي طوره ربيبه سيغموند فرويد.

## نشأته
وُلد في فيينا، درّس والده، ليوبولد بروير، الديانة في مجتمع فيينا اليهودي. كان صغيرًا جدًا عندما توفيت والدته، ربته جدته لأمه وتلقى تعليمه من والده حتى سن الثامنة. تخرج من المدرسة الثانوية الأكاديمية في فيينا في عام 1858 ثم درس عامًا وحيدًا في الجامعة قبل التحاقه بكلية الطب في جامعة فيينا. نجح في امتحاناته عام 1867 ثم عمل مساعدًا للطبيب الباطني يوهان أُبولزر في الجامعة.

## الفيزيولوجيا العصبية
كان بروير، إبان عمله تحت إشراف إيوالد هيرنغ في الكلية الطبية العسكرية في فيينا، أول من أوضح دور العصب المبهم في الطبيعة الانعكاسية للتنفس. كان هذا خروجًا عن الفهم الفيزيولوجي السابق، وغير طريقة نظر العلماء إلى العلاقة بين الرئتين والجهاز العصبي. تُعرف الآلية الآن باسم انعكاس هيرنغ – بروير.
مستقلين عن بعضهما في عام 1873، اكتشف بروير وعالم الفيزياء والرياضيات إرنست ماخ كيفية عمل حس التوازن (أي إدراك اختلال توازن الرأس): إذ تُديره المعلومات التي يتلقاها الدماغ من حركة سائل موجود في القنوات الهلالية للأذن الداخلية. يعتمد حس التوازن على القنوات الهلالية الثلاث التي اكتشفها الفيزيولوجي فريدريك غولتز في عام 1870، لكن غولتز لم يكتشف كيف يعمل نظام الإحساس بالتوازن.

## آنا أو
على الأرجح أن أكثر ما يشتهر فيه بروير هو عمله في ثمانينيات القرن التاسع عشر على حالة آنا أو (الاسم المستعار لبيرثا بابينهايم)، وهي امرأة تعاني من «شلل في أطرافها، وخدَر، إضافة إلى اضطرابات في البصر والكلام». لاحظ بروير أن أعراضها كانت تخف أو تختفي بعد أن تذكرها أمامه. سمت آنا أو العملية بكنس المدخنة من باب الدعابة. صاغت أيضًا التسمية الأكثر جديةً لهذا الشكل من العلاج، وهي العلاج بالمحادثة. أشار إليها بروير لاحقًا باسم «طريقة التفريغ».
كان بروير بعدها مرشدًا لسيغموند فرويد الشاب، وساعد في صقله في مهنة الطب. استذكر إرنست جونز قائلًا: «كان فرويد مهتمًا للغاية بسماع تفاصيل حالة آنا أو التي... كان لها تأثير عميق عليه»؛ وفي كتابه الصادر عام 1909 خمس محاضرات عن التحليل النفسي، أوضح فرويد قائلًا: «كنت طالبًا أعمل على امتحاناتي الأخيرة في الوقت الذي طبق فيه بروير هذه العملية للمرة الأولى (بين عامي 1880 و1882)... لم يسبق لأحد أن أزال أعراضًا هيستيرية بطريقة كهذه».
وثق فرويد وبروير نقاشاتهما حول آنا أو ودراسات حالة أخرى في كتابهما الصادر عام 1859، دراسات في الهيستيريا. صار نقاشهما حول علاج بروير لآنا أو «أساسًا تكوينيًا لمزاولة التحليل النفسي، خصوصًا أهمية التخيلات (هلاوس في الحالات القصوى)، والهستيريا [...]، ومفهوم التطهير وطريقته التي كانت أهم إسهامات بروير». لاحظ لويس بريجر في الدراسات أن «فرويد يبحث عن نظرية كبرى من شأنها أن تجعله شهيرًا، ولهذا السبب، يتشبث دائمًا بما يعتقد أنه سيكون سببًا منفردًا للهيستيريا، كالصراع الجنسي، بينما يكتب بروير، من جهة أخرى، عن العوامل العديدة التي تُنتج الأعراض، من بينها أنواع متعددة من الصدمات. يعترف بأفضال الآخرين أيضًا، مثل بيير جانيت، ويُجادل لصالح «التركيبية»؛ إنه مُنفتح أمام العديد من الطرق المتباينة لفهم الهيستيريا وعلاجها».
أصبح الرجلان في تباعد متنامٍ. من وجهة نظر فرويدية: «في حين أن بروير، مع مريضته العاشقة اللبيبة آنا أو مهد الطريق للتحليل النفسي، لكن فرويد هو الذي استنتج النتائج من حالة بروير». مع ذلك، كتب بريجر أن بروير، رغم تقديره لإسهامات فرويد، لم يوافق على أن المسائل الجنسية كانت السبب الوحيد للأعراض العصبية؛ وكتب في عام 1907 رسالة لزميل يقول فيها «فرويد رجل يولي اهتمامًا للصياغات المطلقة والحصرية: وهذه حاجة نفسية تقود، برأيي، إلى تعميم متطرف». انقلب فرويد لاحقًا على بروير، ولم يعد يعترف بفضله وساهم في نشر إشاعة فحواها أن بروير لم يستطع السيطرة على نظرته الشهوانية إلى آنا أو وهجر حالتها، مع أن الأبحاث تشير إلى أن هذا لم يحدث مطلقًا وأن بروير بقي منخرطًا بحالتها لعدة سنوات بينما كانت ما تزال متوعكة.

## التعليم
تعلم في جامعة فيينا، في تخصص طب.

## روابط خارجية
- جوسيف بروير على موقع الموسوعة البريطانية (الإنجليزية)